# Sidobandung
Sidobandung is een bestuurslaag in het regentschap Bojonegoro van de provincie Oost-Java, Indonesië. Sidobandung telt 3751 inwoners (volkstelling 2010).